# Sonia Goldenberg
Sonia Goldenberg Pravatiner (Lima, 13 de julio de 1955) es una antropóloga, periodista, columnista, guionista, directora de cine y documentalista peruana.

## Biografía
Hija Irene Pravatiner y del empresario y exministro Efraín Goldenberg.
Ingresó a la Pontificia Universidad Católica del Perú, en la cual estudió Antropología.
Estudió en el Barnard College de Nueva York y realizó un postgrado en Periodismo en Escuela de Periodismo de la Universidad de Columbia en Nueva York.
En los años ochenta trabajó en la revista Caretas y en 1983 pasó a ser reportera del programa Visión conducido por César Hildebrandt en América Televisión.
Viajó a los Estados Unidos y trabajó en la cadena Univision como corresponsal en Washington D. C. y Nueva York. En esta última ciudad fue Directora Ejecutiva del Comité de Protección a los periodistas.
Trabajó en la Oficina del Portavoz de la Secretaría General de las Naciones Unidas y en el Programa de las Naciones Unidas para el Desarrollo.
En 2003 dirigió el documental Memorias del paraíso. El documental fue parte de la selección oficial del Festival Internacional del Nuevo Cine Latinoamericano de La Habana y del Encuentro Latinoamericano de Cine de Lima. En 2005 recibió el Premio Nuevo Periodismo CEMEX+FNPI de la Fundación Gabo.
En 2007 produjo El país de los saxos, que obtuvo el Premio Especial del Jurado en el Festival de Cine Peruano en París. También dirigió el documental Siguiendo a Kina, el cual estrenó en 2015.
Es columnista para el diario The New York Times.

## Filmografía

### Documentales
- 2002, Poderoso Caballero
- 2003, Memorias del paraíso
- 2007, El país de los saxos
- 2015, Siguiendo a Kina

### Televisión
- 1984-1985, Visión . Reportera

## Publicaciones
- 1990, Reportaje al Perú anónimo
- 1985, Decidamos el Futuro